# Haliplus
Haliplus is een geslacht van kevers uit de familie  
watertreders (Haliplidae).
Het geslacht is voor het eerst wetenschappelijk beschreven in 1802 door Latreille.

## Soorten
Het geslacht omvat de volgende soorten:
- Haliplus abbreviatus Wehncke, 1880
- Haliplus africanus Aubé, 1838
- Haliplus alastairi Watts, 1988
- Haliplus aliae Vondel, 2003
- Haliplus alluaudi Régimbart, 1903
- Haliplus andalusicus Wehncke, 1872
- Haliplus angusi Vondel, 1991
- Haliplus angustifrons Régimbart, 1892
- Haliplus annulatus Roberts, 1913
- Haliplus apicalis Thomson, 1868
- Haliplus apostolicus Wallis, 1933
- Haliplus arrowi Guignot, 1936
- Haliplus aspilus Guignot, 1957
- Haliplus astrakhanus Vondel, 1991
- Haliplus australis Clark, 1862
- Haliplus bachmanni Vidal, Sarmiento & Grosso, 1970
- Haliplus bistriatus Wehncke, 1880
- Haliplus blanchardi Roberts, 1913
- Haliplus bonariensis Steinheil, 1869
- Haliplus borealis LeConte, 1850
- Haliplus brasiliensis Zimmermann, 1924
- Haliplus camposi Guignot, 1948
- Haliplus canadensis Wallis, 1933
- Haliplus carinatus Guignot, 1936
- Haliplus chinensis Falkenström, 1932
- Haliplus columbiensis Wallis, 1933
- Haliplus concolor LeConte, 1852
- Haliplus confinis Stephens, 1828
- Haliplus confluentus Roberts, 1913
- Haliplus connexus Matheson, 1912
- Haliplus crassus Chapin, 1930
- Haliplus cribrarius LeConte, 1850
- Haliplus cubensis Chapin, 1930
- Haliplus cylindricus Roberts, 1913
- Haliplus dalmatinus G.Müller, 1900
- Haliplus davidi Vondel, 1991
- Haliplus deceptus Matheson, 1912
- Haliplus diopus Guignot, 1955
- Haliplus diruptus J.Balfour-Browne, 1947
- Haliplus discessus Guignot, 1936
- Haliplus distinctus Wallis, 1933
- Haliplus dorsomaculatus Zimmermann, 1924
- Haliplus ebolovensis Guignot, 1955
- Haliplus eremicus Wells, 1989
- Haliplus excoffieri Vondel, 1991
- Haliplus eximius Clark, 1863
- Haliplus exsecratus Guignot, 1936
- Haliplus falli Mank, 1940
- Haliplus fasciatus Aubé, 1838
- Haliplus ferruginipes Régimbart, 1892
- Haliplus figuratus J.Sahlberg, 1908
- Haliplus flavicollis Sturm, 1834
- Haliplus fluviatilis Aubé, 1836
- Haliplus fulvicollis Erichson, 1837
- Haliplus fulvus (Fabricius, 1801)
- Haliplus furcatus Seidlitz, 1887
- Haliplus fuscatus Clark, 1862
- Haliplus fuscicornis Holmen, Vondel & Petrov, 2006
- Haliplus fuscipennis Germain, 1855
- Haliplus garambanus Guignot, 1958
- Haliplus gibbus Clark, 1862
- Haliplus gracilis Roberts, 1913
- Haliplus gravidus Aubé, 1838
- Haliplus guttatus Aubé, 1836
- Haliplus harminae Vondel, 1990
- Haliplus havaniensis Wehncke, 1880
- Haliplus heydeni Wehncke, 1875
- Haliplus holmeni Vondel, 1991
- Haliplus hydei Vondel, 1995
- Haliplus immaculatus Gerhardt, 1877
- Haliplus immaculicollis Harris, 1828
- Haliplus incrassatus Régimbart, 1899
- Haliplus indicus Régimbart, 1899
- Haliplus indistinctus Zimmermann, 1928
- Haliplus insularis Guignot, 1960
- Haliplus interjectus Lindberg, 1937
- Haliplus japonicus Sharp, 1873
- Haliplus javanicus Vondel, 1993
- Haliplus kamiyai Nakane, 1963
- Haliplus kapuri Vazirani, 1975
- Haliplus kirgisiensis Holmen & Vondel, 2006
- Haliplus kotoshonis Kano & Kamiya, 1931
- Haliplus kulleri Vondel, 1988
- Haliplus laminatus (Schaller, 1783)
- Haliplus lamottei Legros, 1954
- Haliplus latiusculus Nakane, 1985
- Haliplus leechi Wallis, 1933
- Haliplus leopardus Roberts, 1913
- Haliplus lewisii Crotch, 1873
- Haliplus lineatocollis (Marsham, 1802)
- Haliplus lineolatus Mannerheim, 1844
- Haliplus longulus LeConte, 1850
- Haliplus maculatus Motschulsky, 1860
- Haliplus maculicollis Zimmermann, 1924
- Haliplus maculipennis Schaum, 1864
- Haliplus manipurensis Vazirani, 1966
- Haliplus methneri Zimmermann, 1926
- Haliplus mimeticus Matheson, 1912
- Haliplus mimulus Guignot, 1956
- Haliplus mucronatus Stephens, 1828
- Haliplus mutchleri Wallis, 1933
- Haliplus nanus Guignot, 1936
- Haliplus napolovi Vondel, 2003
- Haliplus natalensis Wehncke, 1880
- Haliplus nedungaduensis Vondel, 1993
- Haliplus nitens LeConte, 1850
- Haliplus oberthuri Guignot, 1935
- Haliplus obliquus (Fabricius, 1787)
- Haliplus oblongus Zimmermann, 1921
- Haliplus ohioensis Wallis, 1933
- Haliplus oklahomensis Wallis, 1933
- Haliplus ornatipennis Zimmermann, 1921
- Haliplus ovalis Sharp, 1884
- Haliplus panamanus Chapin, 1930
- Haliplus pantherinus Aubé, 1838
- Haliplus perroti Guignot, 1950
- Haliplus peruanus Zimmermann, 1924
- Haliplus philippinus Chapin, 1930
- Haliplus pruthii Vazirani, 1966
- Haliplus pseudofasciatus Wallis, 1933
- Haliplus pulchellus Clark, 1863
- Haliplus punctatus Aubé, 1838
- Haliplus regimbarti Zaitzev, 1908
- Haliplus rejseki Štastný & Boukal, 2003
- Haliplus rubidus Perris, 1857
- Haliplus rufescens Régimbart, 1894
- Haliplus ruficeps Chevrolat, 1861
- Haliplus ruficollis (De Geer, 1774)
- Haliplus rugosus Roberts, 1913
- Haliplus salmo Wallis, 1933
- Haliplus samojedorum J.Sahlberg, 1880
- Haliplus samosirensis Vondel, 1993
- Haliplus sharpi Wehncke, 1880
- Haliplus sibiricus Motschulsky, 1860
- Haliplus signatipennis Régimbart, 1892
- Haliplus signatus Sharp, 1882
- Haliplus simplex Clark, 1863
- Haliplus sindus Watts, 1988
- Haliplus solitarius Sharp, 1882
- Haliplus srilankanus Vondel, 1993
- Haliplus stagninus Leech, 1949
- Haliplus stepheni Watts, 1988
- Haliplus steppensis Guignot, 1954
- Haliplus storeyi Vondel, 1995
- Haliplus subseriatus Zimmermann, 1921
- Haliplus testaceus Zimmermann, 1924
- Haliplus testudo Clark, 1862
- Haliplus thoracicus Zimmermann, 1923
- Haliplus timmsi Vondel, 1995
- Haliplus tortilipenis Brigham & Sanderson, 1972
- Haliplus triopsis Say, 1823
- Haliplus tumidus LeConte, 1880
- Haliplus turkmenicus Vondel, 2006
- Haliplus ungularis Wallis, 1933
- Haliplus uniformis Zimmermann, 1920
- Haliplus valdiviensis Moroni, 1980
- Haliplus vancouverensis Matheson, 1912
- Haliplus varicator Guignot, 1954
- Haliplus variegatus Sturm, 1834
- Haliplus variomaculatus Brigham & Sanderson, 1973
- Haliplus varius Nicolai, 1822
- Haliplus venustus Régimbart, 1894
- Haliplus wattsi Vondel, 1995
- Haliplus zacharenkoi Gramma & Prysnyi, 1973